# Piëch Automotive
Die Piëch Automotive AG ist ein Schweizer Automobilunternehmen, das sich auf Elektroautos spezialisiert hat. Das 2017 in Zürich gegründete Unternehmen hat mittlerweile seinen Sitz in Zug.

## Geschichte
Das Unternehmen wurde am 18. August 2017 in Zürich gegründet. Beteiligt sind Anton „Toni“ Piëch, ein Sohn des österreichischen Automobilmanagers Ferdinand Piëch, und Rea Stark Rajcic. 2028 soll das erste Modell auf den Markt kommen.
Das Unternehmen präsentierte sein erstes Modell, den GT Mark Zero (oder Mk0), auf dem Genfer Auto-Salon im März 2019.

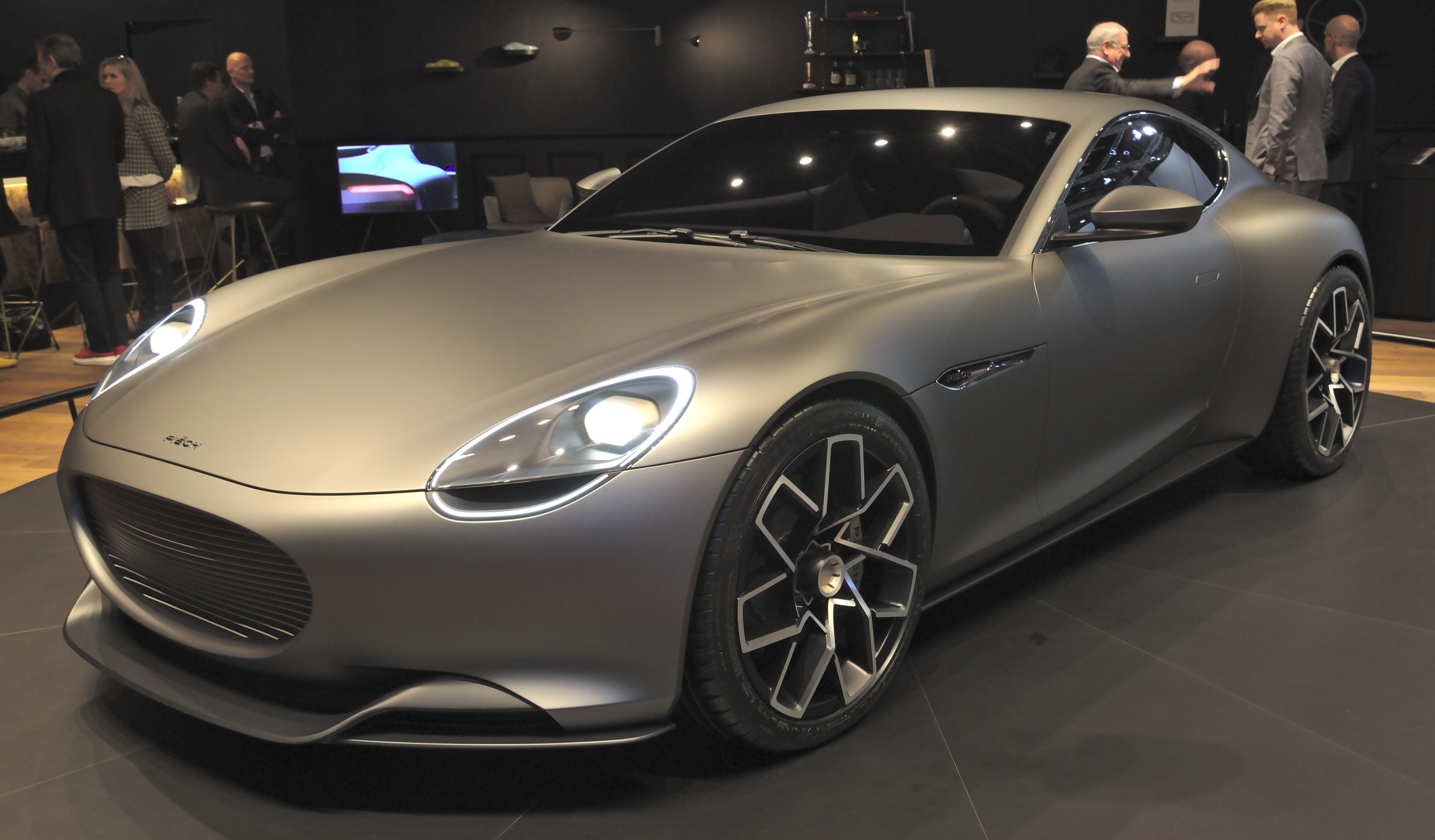
Modell des Mark Zero (hier auf dem Genfer Automobilsalon, März 2019)

Das Unternehmen möchte eine neuartige Batterie- und Ladetechnologie entwickeln, die 80 Prozent Ladekapazität für 400 Kilometer Reichweite in nur vier Minuten und 40 Sekunden ohne Kühlung nachzuladen ermöglichen soll.
2022 wurde der Unternehmenssitz nach Zug verlegt. Im selben Jahr wurden der ehemalige Mercedes-AMG-Geschäftsführer Tobias Moers und der Ex-Markendirektor von Lamborghini, Manfred Fitzgerald, zu den neuen Geschäftsführern des Unternehmens ernannt.
Mit dem GT zeigte das Unternehmen im Juni 2024 ein überarbeitetes Konzept eines elektrisch angetriebenen Sportwagens.

## Rezeption
In den Medien wurde vor allem die prominente Führungsriege des Unternehmens hervorgehoben, so gehören dem Unternehmen unter anderem der ehemalige VW-Chef Matthias Müller sowie die Automobilmanager Andreas Henke, Jochen Rudat und Klaus Schmidt an. Weiterhin wurde besonders der berühmte Familienname des Firmenmitgründers und ein möglicher Konflikt mit seinem nicht weniger berühmten Vater hervorgehoben.